# The Encounter (The Twilight Zone)
"The Encounter" is een aflevering van de Amerikaanse televisieserie The Twilight Zone. Het scenario werd geschreven door Martin M. Goldsmith.

## Plot

### Opening
Rod Serling introduceert de kijkers aan twee mannen die samen op een zolder zitten: een jonge Japanse Amerikaan en een Amerikaanse veteraan uit de Tweede Wereldoorlog. Het is 20 jaar na de aanval op Pearl Harbor, maar de twee oude vijanden staan op het punt weer te gaan vechten.

### Verhaal
De jonge Japanner Arthur Takamori gaat op advies van zijn buurman naar de Amerikaanse Tweede Wereldoorlog-veteraan Fenton aangezien die misschien werk voor hem heeft. Fenton biedt Arthur een biertje aan op de zolder, wat hij met tegenzin accepteert.
Fenton vindt op de zolder per ongeluk een oud samoeraizwaard dat hij volgens eigen zeggen van een Japanse soldaat heeft die hij in de oorlog, 20 jaar geleden, heeft gedood. Fenton wil weten wat de tekens op het zwaard betekenen, maar Arthur beweert geen Japans te kunnen lezen. Wanneer Fenton even weg is, pakt Arthur het zwaard op en zegt tegen zichzelf dat hij “hem” gaat vermoorden. Arthur verbergt het zwaard. Fenton merkt dat het zwaard weg is, maar zegt niets.
De twee mannen onthullen meer over zichzelf. Fenton bekent dat hij weet wat de tekens op het zwaard betekenen (“het zwaard zal mij wreken”) en daagt Arthur uit om toe te geven dat hij wel Japans kan lezen. Arthur begint zich steeds ongemakkelijker te voelen en wil vertrekken, maar Fenton staat erop dat ze nog een biertje drinken.
Fenton lijkt te lijden aan een posttraumatische flashback. Arthur beschuldigt Fenton ervan de Japanse soldaat pas te hebben gedood nadat deze zich had overgegeven. Fenton ontkent dit eerst, maar geeft dan toe. Arthur probeert de zolder te verlaten, maar de deur zit dicht. Fenton kan de deur ook niet openen.
De confrontatie tussen de twee mannen laait steeds verder op. Arthur beschuldigt Fenton ervan een ongewapende man te hebben gedood, maar Fenton beweert enkel orders uit te hebben gevoerd. Voor de kijker wordt het duidelijk dat het zwaard een vreemde invloed uitoefent op Arthur. Fenton geeft toe dat hij fout zat en dat hij niet gelukkig is met zichzelf. Zijn vrouw heeft hem verlaten. Uiteindelijk barst de bom en de twee gaan met elkaar op de vuist. Fenton lijkt in het voordeel, maar wanneer hij zich bukt om het zwaard te pakken, steekt Arthur hem neer. Arthur kijkt nog even naar de dode Fenton en springt dan uit het raam.

### Slot
Rod Serling beschrijft hoe de twee mannen in een dodelijke omarming verwikkeld waren. Ze moesten hun gezamenlijke band en vijand onder ogen zien: schuldgevoel.

## Rolverdeling
- Neville Brand: Fenton
- George Takei: Arthur Takamori/Taro

## Trivia
- Deze aflevering werd na de originele uitzending lange tijd niet herhaald. Vermoedelijk was dit te wijten aan de protesten van kijkers.
- Deze aflevering staat zowel op volume 33 van de dvd-reeks als op de verzamel-dvd “Treasures of The Twilight Zone.”